# Sangaletti
Marcelo Antônio Sangaletti, mais conhecido apenas por Sangaletti (Dois Córregos, 1 de junho de 1971), é um ex-futebolista brasileiro, que atuava como zagueiro e volante.

## Carreira

### Jogador
Começou a carreira no XV de Jaú e suas atuações destacadas chamaram a atenção do Guarani de Campinas, onde chegou em 1995.
Contratado pelo Corinthians em janeiro de 1997, estreou em 21 de janeiro, na derrota para o Flamengo por 3 a 0, em partida válida pelo Torneio Rio-São Paulo. Conquistou o Paulistão pelo time do Parque São Jorge e no fim do ano foi transferido para o Sport por empréstimo.
Pelo Sport se sagrou tricampeão pernambucano (1998, 1999 e 2000) e também campeão da Copa do Nordeste de 2000, com direito a fazer o gol do título contra o Vitória. Em 2001, não chegou a um acordo para a renovação de contrato e de forma surpreendente se transferiu para o Náutico, após uma rápida passagem pelo Santos.
No Náutico, também assumiu a braçadeira de capitão e levantou a taça do Campeonato Pernambucano, no ano do centenário do clube, encerrando um jejum de 11 anos sem títulos do clube. Ainda foi bicampeão pernambucano, em 2002.
Em julho de 2001, retornou ao Guarani, para disputar o Campeonato Brasileiro.
Ficou no Internacional entre 2003 e 2005 e abandonou a carreira as 34 anos, após sofrer uma luxação no braço a qual inviabilizou seu aproveitamento no clube.

### Fora dos campos
Antes mesmo de se tornar profissional se formou em Educação Física, já depois da aposentadoria dos gramados acumulou cursos de Gestão Esportiva, na Federação Paulista de Futebol, e Liderança e Desenvolvimento Pessoal.
Em 2006, fez estágio com Muricy no São Paulo.
Em 2008, trabalhou como superintendente do Náutico. Chegou a assumir o time interinamente, em maio daquele ano.
Radicado com sua família na cidade de São Carlos e em 2013 assumiu a Secretaria Municipal de Esportes e Lazer do município. Ficou no cargo entre novembro de 2013 e março de 2015.
Em janeiro de 2017, estreia em nova carreira, como treinador do Noroeste de Bauru na Série A3 do Paulistão. Estreou com vitória sobre o São Carlos por 1 a 0, em Bauru, na rodada de abertura do Campeonato. Deixou o clube em março, após quatro derrotas consecutivas, totalizando 11 jogos, com três vitórias, dois empates e seis derrotas e aproveitamento de apenas 33,3%.
O Náutico sondou o ex-jogador Sangaletti para ocupar o cargo de gestor de futebol em 2018, mas não aconteceu.

## Títulos
Corinthians
- Campeonato Paulista: 1997

Sport
- Campeonato Pernambucano: 1998, 1999 e 2000
- Copa do Nordeste: 2000

Náutico
- Campeonato Pernambucano: 2001 e 2002

Internacional
- Campeonato Gaúcho: 2003, 2004 e 2005